# Publiczna komutowana sieć telefoniczna
Publiczna komutowana sieć telefoniczna, publiczna przełączana sieć telefoniczna, PSTN (od ang. public switched telephone network) – sieć telefoniczna utworzona i działająca początkowo wyłącznie w oparciu o technikę analogową, współcześnie przeważnie oparta na technice cyfrowej i sieci szkieletowej. Dostęp użytkowników do centrali (łącze abonenckie) nadal jest głównie analogowy dla usług rozmownych lub równocześnie cyfrowy dla łączy szerokopasmowych DSL. Usługi PSTN obejmują zarówno usługi analogowe POTS (ang. plain old telephone service), jak i cyfrowe ISDN (ang. integrated services digital network).
Publiczna komutowana sieć telefoniczna jest regulowana standardami opracowywanymi przez ITU-T. Adresacja PSTN, określana powszechnie jako „numeracja telefoniczna”, zdefiniowana została w zaleceniach E.163/E.164. 

## Historia
Pierwsze systemy telekomunikacyjne nie były połączone w sieć, opierały się głównie na połączeniach parami. Jeśli rozmówca chciał rozmawiać z inną osobą, potrzebował innego telefonu. Osoba chcąca wykonać rozmowę gwizdała głośno w przekaźnik, aż druga osoba usłyszała dźwięk.
Potem do sygnalizowania rozmów używano dzwonków, a następnie przełączników. Telefonia czerpała też chętnie z zaawansowanych rozwiązań centralowych stosowanych w sieciach telegraficznych. Każdy telefon był podłączony do centrali telefonicznej, a centrale były łączone ze sobą za pomocą łączy międzycentralowych. Sieci były łączone w sposób hierarchiczny, aż objęły zasięgiem miasta, kraje i kontynenty. To były początki sieci PSTN, choć wtedy nie używano jeszcze tej nazwy.
Automatyzacja wprowadziła wybieranie impulsowe między telefonem a centralą, a następnie między centralami, używając bardziej skomplikowanego adresowania sygnałowego zawierającego multiczęstotliwość, a kończąc na SS7, przez które większość central zostało podłączonych do końca XX wieku.
Rozwój PSTN oznaczał stosowanie technik zarządzania ruchem telekomunikacyjnym, by można było zachować poziom QoS dla użytkowników końcowych. Prace Agnera Krarupa Erlanga pozwoliły ustanowić podstawy metod szacowania pojemności, konfiguracji sprzętowej i zasobów ludzkich do określenia poziomu usług dostarczanych użytkownikom końcowym.
W latach 70. przemysł telekomunikacyjny zaczął implementować komutacje pakietów, używając protokołu X.25. W latach 80. przemysł planował wykorzystanie cyfrowych technologii przesyłania głosu oraz myślał o zastosowaniach Broadband ISDN. Wizja zastosowania Broadband ISDN upadła w miarę rozwoju Internetu.
Dziś tylko najstarsze części systemu używają jeszcze łączy analogowych. Spotyka się jeszcze lokalne pętle abonenckie używające łączy analogowych. W ostatnich latach usługi cyfrowe rozszerzają swoją obecność dla użytkowników końcowych w postaci DSL, ISDN, FTTX.
Istnieje bardzo wiele prywatnych sieci telefonicznych, które nie są podłączone do publicznych sieci PSTN, które najczęściej wykorzystywane są do celów wojskowych. Istnieją też prywatne sieci, uruchamiane w dużych korporacjach, które są podłączone do publicznych sieci PSTN przez limitowane bramy sieciowe podobne do PBX.